# Walter Feigl
Walter Feigl (* 4. Januar 1906 in Wien; † 8. Juli 1972) war ein österreichischer Fußballtorhüter.

## Karriere
Feigl spielte im Seniorenbereich von 1924 bis 1929 für den SK Rapid Wien und wurde in 45 Punktspielen in der vom Wiener Fußball-Verband organisierten I. Liga eingesetzt sowie in acht Pokalspielen bei zwei Teilnahmen. Während seiner Vereinszugehörigkeit gewann er je einmal die Meisterschaft und den nationalen Vereinspokal. Auf internationaler Vereinsebene nahm er an der ersten Austragung des Wettbewerbs um den Mitropapokal teil und bestritt alle in Hin- und Rückspiel ausgetragenen Begegnungen einschließlich des Finales. Nachdem das Hinspiel am 30. Oktober 1927 im Prager Stadion Letná gegen Sparta Prag mit 2:6 verloren wurde, reichte der 2:1-Sieg am 13. November 1927 im Wiener Stadion Hohe Warte im Rückspiel nicht zum Titelgewinn.
Sein Verein erreichte bei der 2. Auflage des Wettbewerbs erneut das Finale und verlor das Hinspiel am 28. Oktober 1928 im Budapester Üllői-úti-Stadion mit 1:7 gegen Ferencváros Budapest. Im Rückspiel am 11. November 1928 – erneut im Wiener Stadion Hohe Warte – gelang seiner Mannschaft ein 5:3-Sieg, der abermals nicht zum Titelgewinn reichte; er selbst gehörte nicht zum Kader. In den ersten fünf Spielen, einschließlich des Viertelfinal-Entscheidungsspiels gegen den Hungária MTK FC, spielte Franz Griftner, die restlichen drei, einschließlich des Halbfinal-Entscheidungsspiels gegen den SK Viktoria Žižkov, Franz Hribar.
Zuletzt kam er in der Saison 1929/30 für den Ligakonkurrenten SC Hakoah Wien in neun Punktspielen (1 S, 2 U, 6 N – 9:26) zum Einsatz, in den restlichen Gustav Oppenheim, am Saisonende stieg seine Mannschaft ab.

## Erfolge
- Mitropapokal-Finalist 1927, 1928 (nicht dem Kader zugehörig)
- Österreichischer Meister 1929
- Österreichischer Pokal-Sieger 1927